# David Benyamine
David Benyamine (Parigi, 5 luglio 1972) è un giocatore di poker francese.
Vanta un titolo al World Poker Tour ed un braccialetto delle WSOP.

## Carriera
Prima di approdare al poker, si dedicò al tennis: divenne uno dei giovani francesi più promettenti, ma dovette ritirarsi a causa di un infortunio alla spalla. Successivamente è divenuto un giocatore di successo nel biliardo. Ha imparato a giocare a poker all'età di 12 anni e attualmente gioca regolarmente gli high-stakes cash games.
Benyamine è stato espulso dagli Stati Uniti nel corso del 2004. Il suo nome era lo stesso o simile a un terrorista nella "watch list", ma il motivo in realtà era che non aveva un permesso di lavoro. Benyamine vive adesso a Henderson, in Nevada.
Benyamine è sponsorizzato da Full Tilt Poker. Benyamine è uno specialista del cash game, in particolare del Pot-Limit Omaha.
Al settembre 2011 le sue vincite in tornei live superano i $6.000.000, di cui  $1.303.397 alle WSOP.

### World Poker Tour
David Benyamine ha disputato 4 tavoli finali nel WPT: nel 2003 ha vinto il Grand Prix de Paris (seconda stagione), guadagnando € 357.200. Al Los Angeles 2004 Classic (seconda stagione) ha chiuso al 6º posto ($132.355 di vincita). Al Bellagio Cup 2008 IV (settima stagione) ha centrato il 2º posto ($840.295). Nel 2010 è giunto 4º al WPT Championship (ottava stagione) (vincita: $329.228). Ha vinto la WPT Battle of Champions, torneo ad inviti svolto nella seconda stagione; nel torneo con buy-in da $25.000, ha sconfitto Hoyt Corkins, Mel Judah, Antonio Esfandiari e Phil Laak al tavolo finale.

### World Series of Poker
Benyamine vanta un Braccialetto delle WSOP, conquistato nell'edizione 2000 nel $10.000 Omaha Hi-Lo Split.
| Anno | Torneo                    | Premio   |
| ---- | ------------------------- | -------- |
| 2000 | $10.000 Omaha Hi-Lo Split | $535.687 |